# Verizon
Verizon Communications Inc. är ett amerikanskt multinationellt telekommunikationsbolag som rankas som ett av världens största bolag. Huvudkontoret ligger i skyskrapan 1095 Avenue of the Americas på Manhattan i New York, New York. Bolaget omsatte för år 2017 nästan $126 miljarder och har totalt 163 100 anställda världen över.

## Historia
Verizon bildades 2000 när Bell Atlantic köpte konkurrenten GTE Corporation för 64,7 miljarder dollar. Bolagen fusionerades med varandra och tog namnet Verizon.
Verizon Sweden AB, även kallat Verizon Business, bar tidigare namnen Worldcom, MCI Worldcom och MCI. Namnbytet var en följd av de uppköp som bolaget genomförde under sent 1990-tal till början av 2000-talet. CEO på den tiden var Bernard Ebbers som blev mycket förmögen tack vare prisökningen på hans aktieandelar i Worldcom. Från mitten av år 1999 fram till maj 2002 tillämpades olagliga redovisningsmetoder för att kamouflera nedgången i intäkter och upprätthålla Worldcoms aktiekurs. Bedrägeriets värde på 11 miljarder dollar gjorde den efterföljande konkursen och företagsrekonstruktion till den största i amerikansk historia, fram till Bernard Madoffs 64 miljarders skandal år 2008.

## Ledning
Hans Vestberg, tidigare VD på Ericsson, är sedan augusti 2018 CEO, och sedan mars 2019 styrelseordförande.

## Förvärv
- Oath.inc
- Yahoo, AOL, Go90
- Inom AOL: Engadget, HuffPost, MapQuest, Netscape, RYOT, Techcrunch